# Vihar-hegy
A Vihar-hegy a Budai-hegység egyik, 453 méteres magaslata Budapest II. és III. kerületének határán, a Hármashatár-hegy tömbjében. A 495 méteres magasságig emelkedő főcsúcs legközelebbi előhegye északi irányból.

## Leírása
Alapkőzete a Hármashatár-hegy egészéhez hasonlóan nagyrészt felső triász kori fődolomit, amire a későbbi földtörténeti korokban nummuliteszes mészkő és budai márga rakódott.  A hegytömb többi magaslatához viszonyítva aránylag kis területet foglal el.

## Fekvése
Csúcsa észak-északnyugati irányban emelkedik a Hármashatár-hegy csúcsától; tömbjét kettészeli a II. és III. kerület határa, de a legmagasabb pontja a II. kerületben, Kővár városrész északkeleti részén emelkedik. Északnyugati irányból legközelebbi szomszédja a Csúcs-hegy, annak tömegétől a Virágos-nyereg választja el. Délnyugati lejtői ma is beépítetlenek, a magasabban fekvő részeken beerdősültek, az alacsonyabban elterülő lankák Pesthidegkút, illetve a hármashatárhegyi repülőtér felé futnak le; északkeleti lejtője a magasabban fekvő részeken ugyancsak erdőborított, lejjebb, az Erdőalja út vonalától északkeletre a III. kerület Testvérhegy városrész utcái húzódnak itt.

## Megközelítése
A Vihar-hegy fővárosi közösségi közlekedéssel az Árpád híd budai hídfőjétől induló 137-es busszal érhető el a legkönnyebben. A buszról a végállomásszerűen kiképzett, bár hivatalosan csak megállóhelynek számító Erdőalja úti buszfordulónál, vagy a Hedvig utcai megállónál célszerű leszállni. Előbbi esetben az Erdőalja úton északnyugat felé továbbsétálva érhetjük el a Máriahegy-dűlő utat, amelyen a nyeregig felsétálva északi irányból közelíthető meg a Vihar-hegy, míg a Hedvig utcánál az utcát magába fogadó völgyön sétálhatunk fel a Guckler Károly útig, amelyen jóformán további szintemelkedés nélkül juthatunk el ugyanoda, déli irányból.